# Campeonato Mundial de Piragüismo en Eslalon de 2019
El XL Campeonato Mundial de Piragüismo en Eslalon se celebró en Seo de Urgel (España) entre el 25 y el 29 de septiembre de 2019 bajo la organización de la Federación Internacional de Piragüismo (ICF) y la Real Federación Española de Piragüismo.
Las competiciones se realizaron en el canal de piragüismo en eslalon del Parque Olímpico del Segre.

## Calendario
| ● | Preliminares | IND | Finales individual | EQ | Finales por equipo |

| Sept de 2019 | Mi 25 | Ju 26 | Vi 27 | Sá 28 | Do 29 |
| ------------ | ----- | ----- | ----- | ----- | ----- |
| K1           | EQ    |       | ●     |       | IND   |
| C1           | EQ    | ●     |       | IND   |       |

| Sept de 2019 | Mi 27 | Ju 28 | Vi 29 | Sá 30 | Do 01 |
| ------------ | ----- | ----- | ----- | ----- | ----- |
| K1           | EQ    | ●     |       | IND   |       |
| C1           | EQ    |       | ●     |       | IND   |

| Sept 2019 | Mi 27 | Ju 28 | Vi 29 | Sá 30 | Do 01 |
| --------- | ----- | ----- | ----- | ----- | ----- |
| C2        |       |       |       |       | IND   |

## Medallistas

### Masculino
| Evento                 | Oro                                                                       | Plata                                                                     | Bronce                                                                  |
| ---------------------- | ------------------------------------------------------------------------- | ------------------------------------------------------------------------- | ----------------------------------------------------------------------- |
| K1 individual (29.09)  | Jiří Prskavec · República Checa · 84,26 pts.                              | David Llorente · España · 85,96 pts.                                      | Joan Crespo · España · 87,22 pts.                                       |
| C1 individual (28.09)  | Cédric Joly Francia 90,84                                                 | Ander Elosegi · España · 91,35                                            | Luka Božič Eslovenia 91,92                                              |
| K1 por equipos (25.09) | David Llorente · Samuel Hernanz · Joan Crespo · España · 89,87            | Jiří Prskavec · Vít Přindiš · Vavřinec Hradilek · República Checa · 90,86 | Dariusz Popiela · Michał Pasiut · Krzysztof Majerczak · Polonia · 93,69 |
| C1 por equipos (25.09) | Alexander Slafkovský · Michal Martikán · Matej Beňuš · Eslovaquia · 94,38 | Ander Elosegi · Miquel Travé · Luis Fernández · España · 97,43            | Kiril Setkin · Dmitri Jramtsov · Pavel Kotov · Rusia · 98,62            |

### Femenino
| Evento                 | Oro                                                              | Plata                                                                               | Bronce                                                                        |
| ---------------------- | ---------------------------------------------------------------- | ----------------------------------------------------------------------------------- | ----------------------------------------------------------------------------- |
| K1 individual (28.09)  | Eva Terčelj Eslovenia 94,27 pts.                                 | Jessica Fox Australia 94,69 pts.                                                    | Luuka Jones Nueva Zelanda 94,77 pts.                                          |
| C1 individual (29.09)  | Andrea Herzog · Alemania · 100,52                                | Jessica Fox Australia 101,46                                                        | Nadine Weratschnig · Austria · 106,45                                         |
| K1 por equipos (25.09) | Mallory Franklin Fiona Pennie Kimberley Woods Reino Unido 103,96 | Kateřina Kudějová · Veronika Vojtová · Amálie Hilgertová · República Checa · 104,16 | Yekaterina Perova · Marta Jaritonova · Alsu Minazova · Rusia · 104,19         |
| C1 por equipos (25.09) | Jessica Fox Noemie Fox Rosalyn Lawrence Australia 117,97         | Nuria Vilarrubla · Klara Olazabal · Ainhoa Lameiro · España · 121,72                | Tereza Fišerová · Eva Říhová · Kateřina Havlíčková · República Checa · 124,48 |

### Mixto
| Evento                | Oro                                                     | Plata                                                 | Bronce                                                  |
| --------------------- | ------------------------------------------------------- | ----------------------------------------------------- | ------------------------------------------------------- |
| C2 individual (29.09) | Tereza Fišerová · Jakub Jáně · República Checa · 109,65 | Aleksandra Stach · Marcin Pochwała · Polonia · 113,36 | Veronika Vojtová · Jan Mašek · República Checa · 114,57 |

## Medallero
| Núm. | País            | Oro | Plata | Bronce | Total |
| ---- | --------------- | --- | ----- | ------ | ----- |
| 1    | República Checa | 2   | 2     | 2      | 6     |
| 2    | España          | 1   | 4     | 1      | 6     |
| 3    | Australia       | 1   | 2     | 0      | 3     |
| 4    | Eslovenia       | 1   | 0     | 1      | 2     |
| 5    | Alemania        | 1   | 0     | 0      | 1     |
| 5    | Eslovaquia      | 1   | 0     | 0      | 1     |
| 5    | Francia         | 1   | 0     | 0      | 1     |
| 5    | Reino Unido     | 1   | 0     | 0      | 1     |
| 9    | Polonia         | 0   | 1     | 1      | 2     |
| 10   | Rusia           | 0   | 0     | 2      | 2     |
| 11   | Austria         | 0   | 0     | 1      | 1     |
| 11   | Nueva Zelanda   | 0   | 0     | 1      | 1     |
|      | TOTAL           | 9   | 9     | 9      | 27    |